# Gluton
Glutonul (Gulo gulo), numit și jderul flămânzilă, jderul mâncăcios, mâncăciosul, este un mamifer nordic, cu blană foarte prețioasă, de culoare brună-deschisă. Uneori comparat cu un urs, glutonul este un animal puternic care trăiește solitar în emisfera nordică și preferă locurile izolate, cum ar fi taigaua. Face parte din familia mustelidelor, fiind înrudit cu dihorul, nevăstuica și jderul. 
Glutonii au 38 de dinți și gheare lungi și ascuțite. Sunt animale carnivore, care se hrănesc cu rozătoare, iepuri, veverițe, sau cu animale mari pe care le vânează cu ajutorul ghearelor.
Glutonii variază ca dimensiune și cântăresc între 15 și 18 kg. Masculii sunt mai mari și cântăresc mai mult decât femelele. Forma corpului lor seamănă foarte mult cu cea a unui urs, dar comportamentul este asemănător cu cel al dihorului european. Glutonii au picioare scurte și urechi mici, rotunde.
Aceștia nu se împerechează numai cu un singur partener. Se maturizează sexual după doi sau trei ani. Împerecherea se face în lunile mai-august. Femelele fată în perioada ianuarie-aprilie, având între unu și șase pui.